# Japanische Orchestervereinigung
Die Japanische Orchestervereinigung (japanisch 日本オーケストラ連盟 Nihon Ōkesutora Renmei, englisch Association of Japanese Symphony Orchestras, kurz: AJSO) ist ein im Juli 1990 als gemeinnützige Körperschaft gegründeter Berufsverband, in dem 37 professionelle japanische Orchester (25 reguläre und 12 außerordentliche Mitglieder) organisiert sind. Ihr Hauptsitz befindet sich im Stadtbezirk Sumida in Tokio.

## Überblick
1964 wurde zunächst die „Orchestergruppe Tokio“ (東京オーケストラクラブ Tōkyō Ōkesutora Kurabu) ins Leben gerufen und vier Jahre später als „Verbindungskonferenz japanischer Sinfonieorchester“ (日本交響楽団連絡会議 Nihon Kōkyō Gakudan Renmei Kaigi) reorganisiert. Diesem Vorbild folgend entstand 1972 eine „Vereinigung der regionalen Sinfonieorchester“ (地方交響楽団連盟 Chihō Kōkyō Gakudan Renmei), in der sich alle, nicht in Tokio beheimateten japanischen Orchester organisierten. 1989 entschloss man sich die beiden bestehenden Vereinigungen in einer alljapanischen Orchestervereinigung zusammenführen, die dann im Juli 1990 unter der gegenwärtigen Bezeichnung mit 18 Mitgliedern offiziell gegründet wurde.

## Zielsetzung
Die Organisation verfolgt nachfolgende Ziele:
- Abhalten von Lehrgängen und Aufführungen zur Orchestermusik (Anm.: seit 2007 ist der 31. März zum Orchester-Tag (オーケストラの日) bestimmt. An diesem Tag führen alle Mitgliedsorchester zeitgleich ein Konzert auf. Zudem findet alljährlich unter der Schirmherrschaft des Amtes für kulturelle Angelegenheiten eine „Asia Orchestra Week“ (アジア オーケストラ ウィーク, kurz: AOW) statt).
- Verbreitung der Orchestermusik unter Jugendlichen
- Forschung zur professionellen Leitung von Orchestern
- Ausbildung von Orchestermusikern
- Internationaler Austausch über Orchestermusik

## Mitglieder
- Außerordentliche Mitglieder sind grau, reguläre Mitglieder weiß unterlegt.
- Die Gesamtzahl der von den regulären Mitgliedsorchestern veranstalteten Konzerte betrug 3223 mit 3,7 Millionen Besuchern, während die Zahl der von außerordentlichen Mitgliedsorchestern veranstalteten Konzerte 3879 mit insgesamt 4,11 Millionen Besuchern betrug.[1]

- Das New Philharmony Orchestra Chiba wurde im Oktober in Chiba Sinfonieorchester umbenannt.
- Als außerordentliches Mitglied im Juni 2016 hinzugekommen, ist das Philharmonieorchester Seto.
- Als außerordentliches Mitglied im April 2017 hinzugekommen, ist das Philharmonieorchester Geidai.
- Als außerordentliches Mitglied im Juni 2017 hinzugekommen, ist das Philharmonieorchester Okayama.
- Als außerordentliches Mitglied im Juni 2019 hinzugekommen, ist das Nagasaki-Omura-Kammerorchester.

| Name                                                                                | Gründungsjahr | Anzahl der Aufführungen | Mitgliederzahl | Zahl der Besucher | Zahl der Orchestermitglieder | Jahreseinnahmen (in 1000 Yen) | Einnahmen aus Aufführungen (in 1000 Yen) | Jahresausgaben (in 1000 Yen) |
| ----------------------------------------------------------------------------------- | ------------- | ----------------------- | -------------- | ----------------- | ---------------------------- | ----------------------------- | ---------------------------------------- | ---------------------------- |
| Sinfonieorchester Sapporo (札幌交響楽団)                                            | 1961          | 121                     | 2632           | 139.984           | 75                           | 1.004.101                     | 535.744                                  | 1065.761                     |
| Philharmonieorchester Sendai (仙台フィルハーモニー管弦楽団)                         | 1973          | 109                     | 639            | 77.000            | 71                           | 853.119                       | 422.822                                  | 868.636                      |
| Sinfonieorchester Yamagata (山形交響楽団)                                           | 1972          | 127                     | 1077           | 70.200            | 50                           | 524.171                       | 316.744                                  | 515.236                      |
| Sinfonieorchester Gunma (群馬交響楽団)                                              | 1945          | 165                     | 1290           | 119.000           | 61                           | 823.103                       | 367.188                                  | 839.089                      |
| Chiba Sinfonieorchester (千葉交響楽団)                                              | 1985          | 122                     | 104            | 65.000            | 28                           | 182.760                       | 151.712                                  | 169.807                      |
| Yomiuri-Nippon-Sinfonieorchester (読売日本交響楽団)                                 | 1962          | 106                     | 8105           | 147.900           | 99                           | 2.161.879                     | 801.985                                  | 2.149.080                    |
| NHK-Sinfonieorchester (NHK交響楽団)                                                 | 1926          | 110                     | 8470           | 208.000           | 120                          | 3.109.971                     | 1.342.140                                | 3.154.118                    |
| Philharmonieorchester Tokio (東京フィルハーモニー交響楽団)                          | 1911          | 338                     | 5082           | 667.400           | 141                          | 1.863.271                     | 1.659.355                                | 1.871.778                    |
| Tokyo Symphony Orchestra (東京交響楽団)                                             | 1946          | 177                     | 4280           | 244.200           | 80                           | 1.362.973                     | 1.111.338                                | 1.294.400                    |
| Neues Philharmonieorchester Japan (新日本フィルハーモニー交響楽団)                  | 1972          | 147                     | 2923           | 174.700           | 83                           | 1.167.313                     | 702.270                                  | 1.081.813                    |
| Tokyo City Philharmonic Orchestra (東京シティ・フィルハーモニック管弦楽団)          | 1975          | 123                     | 546            | 127.895           | 58                           | 440.629                       | 409.224                                  | 437.775                      |
| Tokyo Universal Philharmonic Orchestra (東京ユニバーサル・フィルハーモニー管弦楽団) | 1973          | 72                      | 0              | 60.768            | 45                           | 57.552                        | 57.373                                   | 57.533                       |
| Philharmonieorchester Japan (日本フィルハーモニー交響楽団)                          | 1956          | 156                     | 3313           | 195.000           | 83                           | 1.537.102                     | 1.075.918                                | 1.529.864                    |
| Tokyo Metropolitan Symphony Orchestra (東京都交響楽団)                              | 1965          | 133                     | 4379           | 165.200           | 94                           | 1.804.793                     | 604.372                                  | 1.755.140                    |
| Tokyo New City Orchestra (東京ニューシティ管弦楽団)                                 | 1990          | 75                      | 161            | 87.200            | 39                           | 145.581                       | 137.135                                  | 155.721                      |
| Geidai Philharmonieorchester (藝大フィルハーモニア管弦楽団)                         | 1898          | 34                      | 133            | 26.200            | 58                           | 43.056                        | 39.115                                   | 159.301                      |
| Philharmonieorchester Kanagawa (神奈川フィルハーモニー管弦楽団)                     | 1970          | 139                     | 1310           | 152.800           | 65                           | 870.818                       | 444.150                                  | 853.134                      |
| Orchesterensemble Kanazawa (オーケストラ・アンサンブル金沢)                         | 1988          | 89                      | 1865           | 79.400            | 33                           | 748.620                       | 305.068                                  | 805.600                      |
| Sinfonieorchester Shizuoka (静岡交響楽団)                                           | 1988          | 55                      | 577            | 27.100            | 42                           | 134.263                       | 48.875                                   | 151.672                      |
| Sinfonieorchester Central-Aichi (セントラル愛知交響楽団)                            | 1983          | 107                     | 391            | 47.300            | 49                           | 167.140                       | 127.611                                  | 174.617                      |
| Philharmonieorchester Nagoya (名古屋フィルハーモニー交響楽団)                       | 1966          | 106                     | 2577           | 115.900           | 75                           | 1.090.689                     | 462.243                                  | 1.123.975                    |
| Philharmonieorchester Chūbu (中部フィルハーモニー交響楽団)                          | 2000          | 51                      | 466            | 41.133            | 42                           | 213.859                       | 149.092                                  | 222.191                      |
| Sinfonieorchester Kyōto (京都市交響楽団)                                            | 1956          | 109                     | 1433           | 125.800           | 82                           | 1.138.294                     | 263.419                                  | 1.117.652                    |
| Philharmonisches Kammerorchester Kyōto (京都フィルハーモニー室内合奏団)             | 1972          | 110                     | 307            | 30.500            | 14                           | 159.111                       | 147.911                                  | 159.496                      |
| Philharmonieorchester Kansai (関西フィルハーモニー管弦楽団)                         | 1982          | 92                      | 510            | 79.800            | 58                           | 385.944                       | 315.362                                  | 356.910                      |
| Philharmonie-Orchester Ōsaka (大阪フィルハーモニー交響楽団)                         | 1947          | 110                     | 3167           | 160.200           | 70                           | 953.365                       | 578.710                                  | 976.877                      |
| Telemann-Kammerorchester (テレマン室内オーケストラ)                                 | 1963          | 109                     | 171            | 55.000            | 26                           | 120.614                       | 94.067                                   | 120.516                      |
| Sinfonieorchester Ōsaka (大阪交響楽団)                                              | 1980          | 108                     | 2274           | 98.022            | 53                           | 488.433                       | 372.161                                  | 536.578                      |
| Japan-Century-Sinfonieorchester (日本センチュリー交響楽団)                          | 1989          | 115                     | 597            | 89.900            | 49                           | 606.052                       | 343.465                                  | 606.763                      |
| The College Operahouse Orchestra (ザ・カレッジ・オペラハウス管弦楽団)               | 1988          | 29                      | 0              | 11.898            | 52                           | 74.896*                       | 70.651*                                  | 70.084*                      |
| Hyōgo Performing Arts Center Orchestra (兵庫芸術文化センター管弦楽団)               | 2005          | 98                      | 4303           | 150.893           | 51                           | 667.371                       | 206.446                                  | 667.371                      |
| Philharmonieorchester Nara (奈良フィルハーモニー管弦楽団)                           | 1985          | 23                      | 628            | 8800              | 52                           | 56.537                        | 52.845                                   | 49.606                       |
| Philharmonieorchester Seto (瀬戸フィルハーモニー交響楽団)                           | 2001          | 33                      | 0              | 5700              | 64                           | 49.718                        | 45.870                                   | 50.241                       |
| Sinfonieorchester Hiroshima (広島交響楽団)                                          | 1963          | 103                     | 1303           | 80.000            | 61                           | 728.302                       | 319.335                                  | 727.531                      |
| Nagasaki-Omura-Kammerorchester (長崎OMURA室内合奏団)                                | 2003          | 30                      | 99             | 14.100            | 35                           | 46.878                        | 39.631                                   | 54.433                       |
| Sinfonieorchester Kyūshū (九州交響楽団)                                             | 1953          | 136                     | 1482           | 124.700           | 65                           | 905.395                       | 489.773                                  | 893.441                      |
| Philharmonic Orchestra Okayama (岡山フィルハーモニック管弦楽団)                     | 2001          | 33                      | 0              | 5700              | 64                           | 49.718                        | 45.870                                   | 50.241                       |